# Нове Място-Фольварк
Нове Място-Фольварк (пол. Nowe Miasto-Folwark) — село в Польщі, у гміні Нове Място Плонського повіту Мазовецького воєводства.
Населення — 226 осіб (2011).
У 1975-1998 роках село належало до Цехановського воєводства.

## Демографія
Демографічна структура станом на 31 березня 2011 року:
|          | Загалом | Допрацездатний вік | Працездатний вік | Постпрацездатний вік |
| -------- | ------- | ------------------ | ---------------- | -------------------- |
| Чоловіки | 113     | 19                 | 82               | 12                   |
| Жінки    | 113     | 23                 | 63               | 27                   |
| Разом    | 226     | 42                 | 145              | 39                   |